# Karnıyarık
Karnıyarık (littéralement « éventré » en turc) est un plat turc constitué d'aubergines farcies avec un mélange d'oignons sautés, d'ail, de poivre noir, de tomates, de persil et de viande hachée. Un plat analogue ne comprenant pas de viande s'appelle ımam bayıldı et est servi froid.